# Jopala
Jopala es una localidad del estado mexicano de Puebla. Es cabecera del municipio de Jopala.

## Demografía
| Censo | Población |
| ----- | --------- |
| 1900  | 1195      |
| 1910  | 1289      |
| 1921  | 1528      |
| 1930  | 1354      |
| 1940  | 1150      |
| 1950  | 1577      |
| 1960  | 2373      |
| 1970  | 2240      |
| 1980  | 1898      |
| 1990  | 2553      |
| 1995  | 1381      |
| 2000  | 1872      |
| 2005  | 1805      |
| 2010  | 1789      |
| 2020  | 1479      |